# Dédaigneuse (1916)
Dédaigneuse – francuskie awizo (kanonierka do zwalczania okrętów podwodnych) z okresu I wojny światowej i dwudziestolecia międzywojennego, jeden z 23 zbudowanych okrętów typu Ardent. Jednostka została zwodowana w 1916 roku w stoczni Forges et Chantiers de la Gironde w Bordeaux i w tym samym roku wcielono ją do służby w Marine nationale. Podczas II wojny światowej „Dédaigneuse” został 27 listopada 1942 roku samozatopiony w Tulonie. Podniesiony przez Włochów, został wcielony w skład Regia Marina pod nazwą FR 56, a po kapitulacji Włoch został przejęty przez Niemców i wcielony do Kriegsmarine pod oznaczeniem M-6020. Dalszy los okrętu nie jest znany.

## Projekt i budowa
Awiza typu Ardent (klasyfikowane też jako kanonierki do zwalczania okrętów podwodnych) zostały zamówione na podstawie wojennego programu rozbudowy floty francuskiej z 1916 i 1917 roku. Okręty były w zasadzie identyczne z awizami typu Friponne, różniąc się głównie rodzajem siłowni: jednostki typu Ardent wyposażono w maszyny parowe (w wielu przypadkach zdemontowanych z wycofanych ze służby torpedowców), a na kanonierkach typu Friponne zastosowano silniki wysokoprężne. Wszystkie miały kliprowe dzioby, różniąc się kształtem nadbudówek i wyposażeniem.
„Dédaigneuse” zbudowany został w stoczni Forges et Chantiers de la Gironde w Bordeaux . Stępkę okrętu położono w 1916 roku i w tym samym roku został zwodowany .

## Dane taktyczno-techniczne
Okręt był kanonierką przeznaczoną do zwalczania okrętów podwodnych (we Francji klasyfikowaną jako awizo 2. klasy) . Długość całkowita kadłuba wynosiła 60,2 metra, szerokość 7,2 metra i zanurzenie 2,9 metra. Wyporność normalna wynosiła 310 ton, a pełna 410 ton . Okręt napędzany był przez dwie pionowe maszyny parowe potrójnego rozprężania o mocy 1500–2200 KM, poruszające dwiema śrubami. Parę dostarczały dwa opalane węglem kotły systemu du Temple lub Normand . Maksymalna prędkość okrętu wynosiła od 14 do 17 węzłów. Okręt zabierał 85 ton paliwa, co pozwalało osiągnąć zasięg wynoszący 2000 Mm przy prędkości 10 węzłów .
Uzbrojenie kanonierki składało się z dwóch pojedynczych dział kalibru 100 mm M1897 L/45 i dwóch zrzutni bomb głębinowych .
Załoga okrętu liczyła 55 oficerów, podoficerów i marynarzy.

## Służba
„Dédaigneuse” został wcielony do służby w Marine nationale w 1916 roku. Kanonierka służyła podczas wojny w Zatoce Biskajskiej i na Morzu Śródziemnym. 29 maja 1917 roku okręt przeprowadził atak na niemieckiego U-Boota SM UC-74 (wraz z niszczycielem „Arbalète” i brytyjskim slupem HMS „Lily”). Między 1918 a 1920 rokiem jednostkę przebudowano na trałowiec, dodając do wyposażenia trał mechaniczny . Funkcję tę okręt pełnił w okresie międzywojennym do ataku Niemiec na Francję. 27 listopada 1942 roku „Dédaigneuse” został samozatopiony w Tulonie. Okręt został w 1943 roku podniesiony przez Włochów i wcielono go do składu Regia Marina pod oznaczeniem FR 56. Po zawarciu przez Włochy zawieszenia broni z aliantami jednostka została 9 września 1943 roku przejęta przez Niemców, którzy używali jej następnie w Kriegsmarine jako trałowca pod oznaczeniem M-6020 . Dalsze losy okrętu są nieznane.